# Funky Dory
Funky Dory es el disco debut de Rachel Stevens, la primera exintegrante de S Club 7 en hacerse solista. Realizado bajo la placa discográfica inglesa Polydor Records el 29 de septiembre de 2003 y relanzado el 26 de julio de 2004. Producido por Bloodshy & Avant, Yak Bondy y Richard X, entre otros productores. Su primer sencillo fue la canción "Sweet Dreams My L.A. Ex" y fue seguido por Funky Dory, canción que le da nombre al álbum. Pero junto con el segundo sencillo bajaron las ventas del álbum y se decidió al año siguiente relanzar el disco con dos canciones que también fueron sencillo, Some Girls y More, More, More, esta última cover de Andrea True Connection.
De acuerdo al sitio web Allmusic, el sencillo más exitoso del álbum y de la carrera de Stevens, «Sweet Dreams My L.A. Ex», es un tema descartado de In the Zone, el cuarto álbum de estudio de Britney Spears.

## Lista de canciones

### Edición Original
1. "Sweet Dreams My L.A. Ex"
2. "Funky Dory"
3. "Fools"
4. "Breathe in, Breathe out"
5. "Glide"
6. "Heaven Has to Wait"
7. "Blue Afternoon"
8. "I Got the Money"
9. "Little Secret"
10. "Solid"
11. "Silk"
12. "Sweet Dreams My LA Ex" [Bimbo Jones Club Mix] 1

### Reedición
1. "Some Girls (Rachel Stevens)Some Girls"
2. "Sweet Dreams My LA Ex"
3. "Funky Dory" [Single mix]
4. "Fools"
5. "Breathe in, Breathe Out" [SWAT-Team version]
6. "Glide"
7. "Heaven Has to Wait"
8. "More More More"
9. "Blue Afternoon"
10. "I Got the Money"
11. "Little Secret"
12. "Solid"
13. "Silk"
14. "Some Girls" [Rhythm Masters Vocal Mix]